# Urbs Salvia
Urbs Salvia (łac. Urbs Salvia, wł. Urbisaglia) – stolica historycznej diecezji w Italii istniejącej w pierwszych wiekach. 
Współczesne miasto Urbisaglia w prowincji Macerata we Włoszech. Obecnie katolickie biskupstwo tytularne ustanowione w 1968 przez papieża Pawła VI.

## Biskupi tytularni
| Lp. | Biskup                                     | Funkcja                                         | Od                   | Do             |
| --- | ------------------------------------------ | ----------------------------------------------- | -------------------- | -------------- |
| 1   | Manuel Moll y Salord                       | biskup senior Tortosy                           | 5 października 1968  | 23 marca 1972  |
| 2   | Rafael Garcia González                     | biskup pomocniczy Guadalajary                   | 10 lipca 1972        | 30 maja 1974   |
| 3   | José Mario Escobar Serna                   | biskup pomocniczy ordynariatu polowego Kolumbii | 23 czerwca 1974      | 3 maja 1982    |
| 4   | José Roberto López Londoño                 | biskup pomocniczy Medellín                      | 24 maja 1982         | 9 maja 1987    |
| 5   | Giuseppe Bertello (arcybiskup ad personam) | nuncjusz apostolski                             | 17 października 1987 | 18 lutego 2012 |
| 6   | Georg Gänswein (arcybiskup ad personam)    | prefekt Domu Papieskiego nuncjusz apostolski    | 7 grudnia 2012       |                |